# Kościelna Górka
Kościelna Górka – przysiółek wsi Mieronice w Polsce, położony w województwie świętokrzyskim, w powiecie jędrzejowskim, w gminie Wodzisław.
W latach 1975–1998 przysiółek należał administracyjnie do województwa kieleckiego.